# Juliusz Rawicz

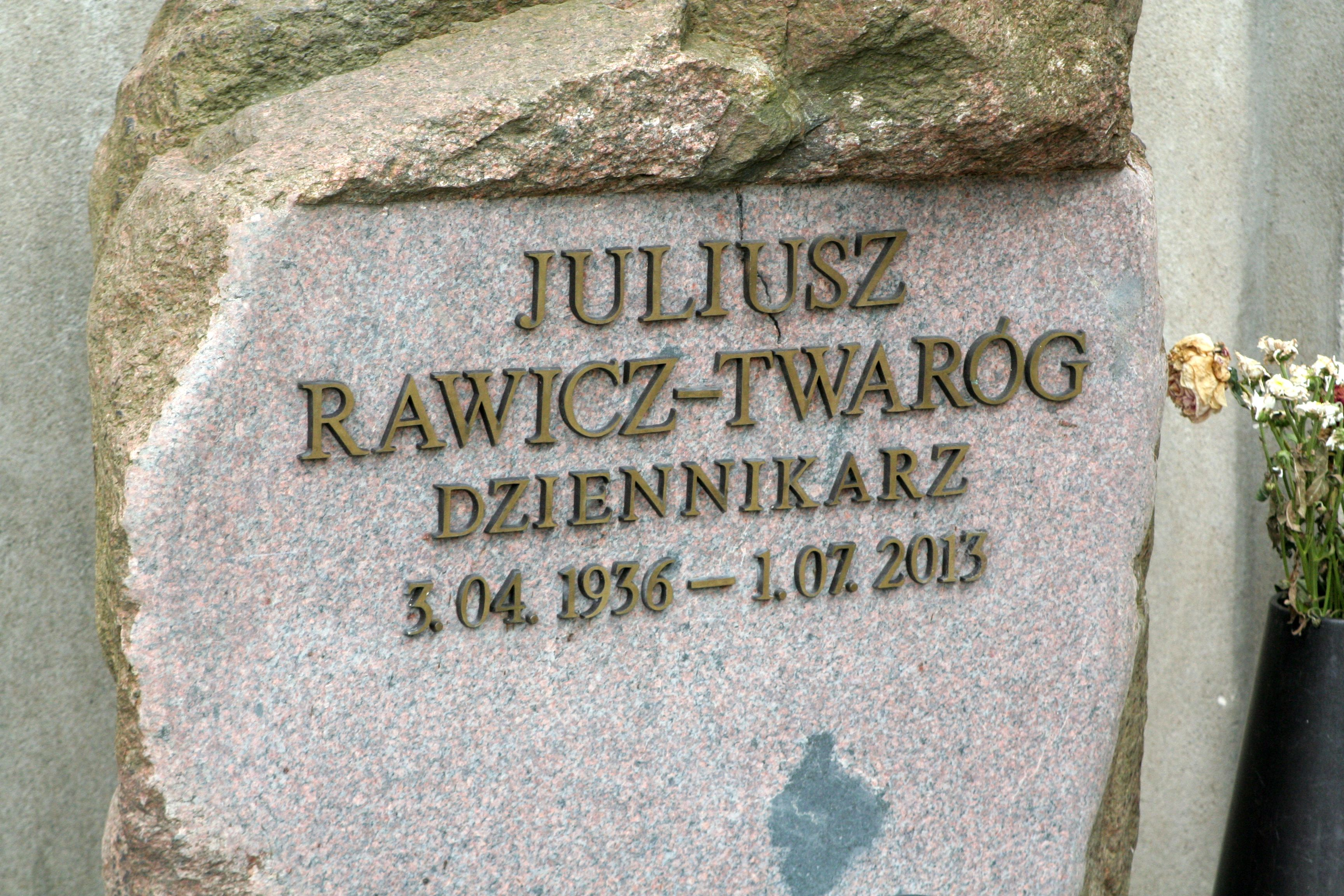
Grób Juliusza Rawicza na cmentarzu ewangelicko-reformowanym w Warszawie

Juliusz Rawicz, właśc. Juliusz Rawicz-Twaróg (ur. 3 kwietnia 1936 w Toruniu, zm. 1 lipca 2013 w Warszawie) – polski dziennikarz prasowy, jeden z założycieli i długoletni zastępca redaktora naczelnego „Gazety Wyborczej”.

## Życiorys
Syn Zbigniewa i Ewy. Ukończył studia na Wydziale Dziennikarstwa Uniwersytetu Warszawskiego. Pracował między innymi w „Życiu Warszawy” (1959–1973), gdzie był jednym z twórców „Życia i Nowoczesności”. Na polecenie władz PZPR zwolniony z pracy z tzw. wilczym biletem. Pracował także w „Żołnierzu Polskim” i „Przeglądzie Technicznym”. Zwolniony z pracy w czasie stanu wojennego z powodu odmowy wzięcia udziału w „weryfikacji” dziennikarzy. Współpracował wówczas z opozycją demokratyczną, głównie z wydawnictwami drugiego obiegu (m.in. jako redaktor „Spectatora” i „Gazety Niecodziennej”). W 1989 znalazł się wśród założycieli „Gazety Wyborczej”, do 2007 pełnił funkcję zastępcy redaktora naczelnego.
Zmarł 1 lipca 2013. Został pochowany cztery dni później na cmentarzu ewangelicko-reformowanym przy ul. Żytniej w Warszawie (kwatera 15/7/4).

## Odznaczenia
W 2014 prezydent Bronisław Komorowski pośmiertnie odznaczył go Krzyżem Komandorskim Orderu Odrodzenia Polski.